# Mesobuthus iranus
Espèce
Synonymes
- Buthus eupeus iranus Birula, 1917

Mesobuthus iranus est une espèce de scorpions de la famille des Buthidae.

## Distribution
Cette espèce est endémique d'Iran,. Elle se rencontre dans les provinces d'Ispahan, de Tchaharmahal-et-Bakhtiari, du Lorestan, de Markazi et de Yazd.

## Description
Le mâle décrit par Kovařík, Fet, Gantenbein, Graham, Yağmur, Šťáhlavský, Poverenni et Nouvruzov en 2022 mesure 45,39 mm et la femelle 43,89 mm.

## Systématique et taxinomie
Cette espèce a été décrite sous le protonyme Buthus eupeus iranus par Birula en 1917. Elle suit son espèce dans le genre Mesobuthus en 1950. Elle est élevée au rang d'espèce par Kovařík en 2019.

## Étymologie
Son nom d'espèce lui a été donné en référence au lieu de sa découverte, l'Iran.

## Publication originale
- Birula, 1917 : « Arachnoidea Arthrogastra Caucasica. Pars I. Scorpiones. » Zapiski Kavkazskogo Muzeya, sér. A, vol. 5, p. 1-253.